# Vladyslav Heraskevytsj
Vladyslav Heraskevytsj (Kiev, 12 januari 1999) is een Oekraïens skeletonracer.

## Carrière
Heraskevytsj maakte zijn wereldbekerdebuut in het seizoen 2017/18 waar hij een 24e plaats behaalde. Zijn beste resultaat behaalde hij in het seizoen 2018/19 met een negende plaats.
In 2017 nam hij voor het eerst deel aan het wereldkampioenschap en behaalde een 24e plaats. De twee daarop volgende jaren werd hij twee keer 14e.
Hij nam in 2018 deel aan de Olympische Winterspelen waar hij 12e werd. Hij was ook vlaggendrager op de Olympische jeugdspelen twee jaar eerder waar hij achtste werd. Hij nam in 2022 opnieuw deel en werd nu 18e.

## Resultaten

### Olympische Spelen
| Jaar | Plaats      | Resultaat |
| ---- | ----------- | --------- |
| 2018 | Pyeongchang | 12e       |
| 2022 | Peking      | 18e       |

### Wereldkampioenschappen
| Jaar | Plaats    | Resultaat       |
| ---- | --------- | --------------- |
| 2017 | Königssee | 24e Individueel |
| 2019 | Whistler  | 14e Individueel |
| 2020 | Altenberg | 14e Individueel |
| 2021 | Altenberg | 13e Individueel |

### Wereldbeker
Eindklasseringen
| Seizoen   | Rang |
| --------- | ---- |
| 2017/2018 | 24e  |
| 2018/2019 | 9e   |
| 2019/2020 | 13e  |
| 2020/2021 | 12e  |
| 2021/2022 | 16e  |
| 2022/2023 | 13e  |